# الحزب الديمقراطي الاجتماعي البرازيلي
الحزب الديمقراطي الاجتماعي البرازيلي (بالبرتغالية: Partido da Social Democracia Brasileira ‏) هو حزب سياسي برازيلي، أسس في 25 يونيو 1988، يقع مقره في برازيليا، وقد بلغ عدد أعضائه 1,466,467 في مايو 2019.

## أعضاء بارزون
- كود سباركل
- تحديث القائمة

- فيرناندو أنريك كاردوسو
- نيريو راموس
- كارلوس لوز
- برناردو ريزيند
- خوسيه سيرا
- جيرالدو الكمين
- إيدر خوفري
- Aécio Neves
- Giovane Gávio
- Mário Covas